# Almodóvar del Río
Almodóvar del Río er en by og kommune i det sydlige Spanien i provinsen Córdoba. Den har et indbyggertal på 7.981 (2024) indbyggere.